# Grupa armija
Grupa armija velika je vojna jedinica koja kombinira dvije ili više armija. U sovjetskoj vojnoj terminologiji približni ekvivalent joj je "front".  

## Povijest
Jedan od poznatijih primjera uporabe ovakvih jedinica iz novije povijesti bio je u vrijeme Operacije Barbarossa kad su Hitlerove snage napale Sovjetski Savez raspoređene u tri grupe armija (Grupa armija Jug, Grupa armija Centar i Grupa armija Sjever). Njemačka i francuska vojska također su bile organizirane u grupe armija tijekom Prvog svjetskog rata.